# Бярни Тригвасон
Бярни Валдимар Тригвасон (на английски: Bjarni Valdimar Tryggvason) е канадски астронавт от исландски произход. Той е 363-тият в света и 6-ият канадец в космоса, осъществил космически полет на совалката „Дискавъри“ през 1997 г.

## Биография
Роден е на 21 септември 1945 г. в Рейкявик, Исландия. Висше образование завършва през 1972 г. със специалност „Физика“.
Първоначално работи като метеоролог. През 1974 г. се връща в колежа и в продължение на 4 години работи като изследовател. От 1978 г. е гостуващ научен сътрудник в университета в Киото, Япония, а от 1979 г. – и в Университета „Джеймс Кук“, Таунсвил, Австралия. Между 1979 и 1982 г. преподава приложна математика в Университета на Западно Онтарио, Канада.
През 1983 г. е избран в първата група канадски астронавти. Обучава се в НАСА около една година. Назначен е в резервния екипаж на мисия STS-71F през 1987 г., но тя е отложена поради катастрофата на совалката „Чалънджър“. Пет години по-късно е в резервния екипаж на мисия STS-52.

## Полет в космоса
Тригвасон е назначен в основния екипаж като специалист по полезни товари на мисия STS-85 на совалката „Дискавъри“. Излитат на 19 юли 1997 г. в 12 дневна мисия, за проучване на промените в земната атмосфера. По време на полета му основна роля беше тестване на „МИМ-2“ – извършване на експерименти по материалознание и физиката (динамиката) на течности. Мисията е извършва 189 обиколки на Земята, пропътува 4,7 милиона мили за 284 часа и 27 минути.

## След полета
След полета Тригвасон продължава тренировките си за участие в космически полети, но така и не е включен реално в екипажи. Напуска сам отряда на канадските астронавти поради навършените си 63 години. Става отново преподавател в Университета в Западно Онтарио.